# Spiniphora excisa
Spiniphora excisa är en tvåvingeart som först beskrevs av Becker 1901.  Spiniphora excisa ingår i släktet Spiniphora och familjen puckelflugor. Arten är reproducerande i Sverige. Inga underarter finns listade i Catalogue of Life.